# Stazione di Canegrate
La stazione di Canegrate è una fermata ferroviaria posta sul tronco comune alle linee Domodossola-Milano, Luino-Milano e Porto Ceresio-Milano, a servizio dell'omonimo comune. È ubicata in piazza Volontari della Libertà, comunemente chiamata piazza della stazione, nei pressi del centro di Canegrate, vicino alla chiesa parrocchiale. È gestita da Rete Ferroviaria Italiana.

## Storia
Nonostante la linea ferroviaria Rho-Gallarate sia stata inaugurata nel 1860, la fermata di Canegrate venne attivata dopo il 1885.
Successivamente la linea venne elettrificata a terza rotaia il 14 ottobre 1901, mentre nel 1906, con l'attivazione del traforo del Sempione, la ferrovia è diventata parte dell'itinerario internazionale che collega Milano alla Svizzera. L'elettrificazione a linea aerea alla tensione di 3 kV entrò in funzione il 4 maggio 1947.

## Strutture e impianti
Si tratta di una fermata di superficie con fabbricato viaggiatori e un piazzale a due binari: binario 1 per i treni diretti a sud (Milano-Treviglio); binario 2 per i treni diretti a nord (Gallarate-Varese).

## Movimento
È fermata dei convogli del servizio ferroviario suburbano di Milano, Linea S5 (Varese-Pioltello Limito-Treviglio), svolti da Trenord, a cadenza ogni 30 minuti, nell'ambito di contratto stipulato con la Regione Lombardia.
Al 2022, al mattino effettua fermata nella stazione di Canegrate anche il treno regionale 25307 proveniente da Luino con destinazione Milano Porta Garibaldi superficie.

## Servizi
La fermata offre i seguenti servizi:
- Biglietteria automatica[6]
- Sala d'attesa
- Parcheggio bici (all'aperto e al chiuso)
- Parcheggio auto (Piazzale Donatori del Sangue e Piazza Caduti sul lavoro)
- Sottopassaggio
- Accessibilità per portatori di handicap (solo al binario 1 - direzione Milano)

La stazione offriva i seguenti servizi:
- Biglietteria a sportello[6]
- Servizi igienici